# Luke Doerner
Luke Doerner (Melbourne, 23 de agosto de 1979) é um jogador de hóquei sobre a grama australiano que já atuou pela seleção de seu país.

## Olimpíadas de 2008
Nos Jogos de Pequim de 2008, Luke e seus companheiros conseguiram classificar a seleção australiana para as semifinais após terminar a fase de grupos do torneio na segunda colocação. Mas a Austrália não avançou para a disputa do ouro, pois foi derrotada por 3 a 2 para a Espanha. Na disputa do terceiro lugar, a equipe de Luke goleou os Países Baixos por 6 a 2, conquistando assim a medalha de bronze.